# Guido Carrillo
Guido Marcelo Carrillo (Magdalena, 25 de maio de 1991) é um futebolista argentino que atua como centroavante. Atualmente defende o Estudiantes.

## Títulos

#### Monaco
- Campeonato Francês: 2016–17[1]

#### Estudiantes
- Copa da Argentina: 2023
- Copa da Liga Argentina: 2024
- Trofeo de Campeones de la Liga: 2024

## Ligação externas
- «Guido Carrillo». no Soccerway